# Орри-ла-Виль
Орри-ла-Виль (фр. Orry-la-Ville) — коммуна на севере Франции, регион О-де-Франс, департамент Уаза, округ Санлис, кантон Санлис. Расположена в 50 км к юго-востоку от Бове и в 35 км к северо-востоку от Парижа, в 4 км от автомагистрали А1 "Север". На территории коммуны расположены сразу две железнодорожные станции линии Париж-Лилль: станция Орри-ла-Виль-Куай в 2 км от центра коммуны и платформа Ла-Борн-Бланш на ее западной окраине, в 850 м от центра.
Население (2018) — 3 337 человек.

## Достопримечательности
- Церковь Нотр-Дам XII века в романском стиле
- Шато Борн Бланш 1884 года
- Кальвария
- Дом у водяной мельницы

## Экономика
Структура занятости населения:
- сельское хозяйство — 0,0 %
- промышленность — 3,9 %
- строительство — 7,3 %
- торговля, транспорт и сфера услуг — 55,8 %
- государственные и муниципальные службы — 33,0 %

Уровень безработицы (2017) — 8,2 % (Франция в целом — 13,4 %, департамент Уаза — 13,8 %). 

Среднегодовой доход на 1 человека, евро (2018) — 29 960 (Франция в целом — 21 730, департамент Уаза — 22 150).

## Демография
Динамика численности населения, чел.

## Администрация
Пост мэра Орри-ла-Виля с 2020 года занимает Натанаэль Розенфельд (Nathanael Rosenfeld). На муниципальных выборах 2020 года возглавляемый им список победил в 1-м туре, получив 65,14 % голосов.
| Период | Период | Фамилия              | Партия | Примечания |
| ------ | ------ | -------------------- | ------ | ---------- |
| 1979   | 1983   | Жерар Ван Бютсель    |        |            |
| 1983   | 1989   | Рене Криньола        |        |            |
| 1989   | 1995   | Клотер-Марсель Риве  |        |            |
| 1995   | 2008   | Ален Шевалье         |        |            |
| 2008   | 2014   | Серж Пара            |        |            |
| 2014   | 2020   | Анри Эрри            |        |            |
| 2020   |        | Натанаэль Розенфельд |        |            |

## Интересные факты
- В Орри-ла-Виль покончил жизнь самоубийством 4 сентября 2006 года в возрасте 39 лет известный бельгийский кинорежиссёр Реми Бельво[3].

## Галерея

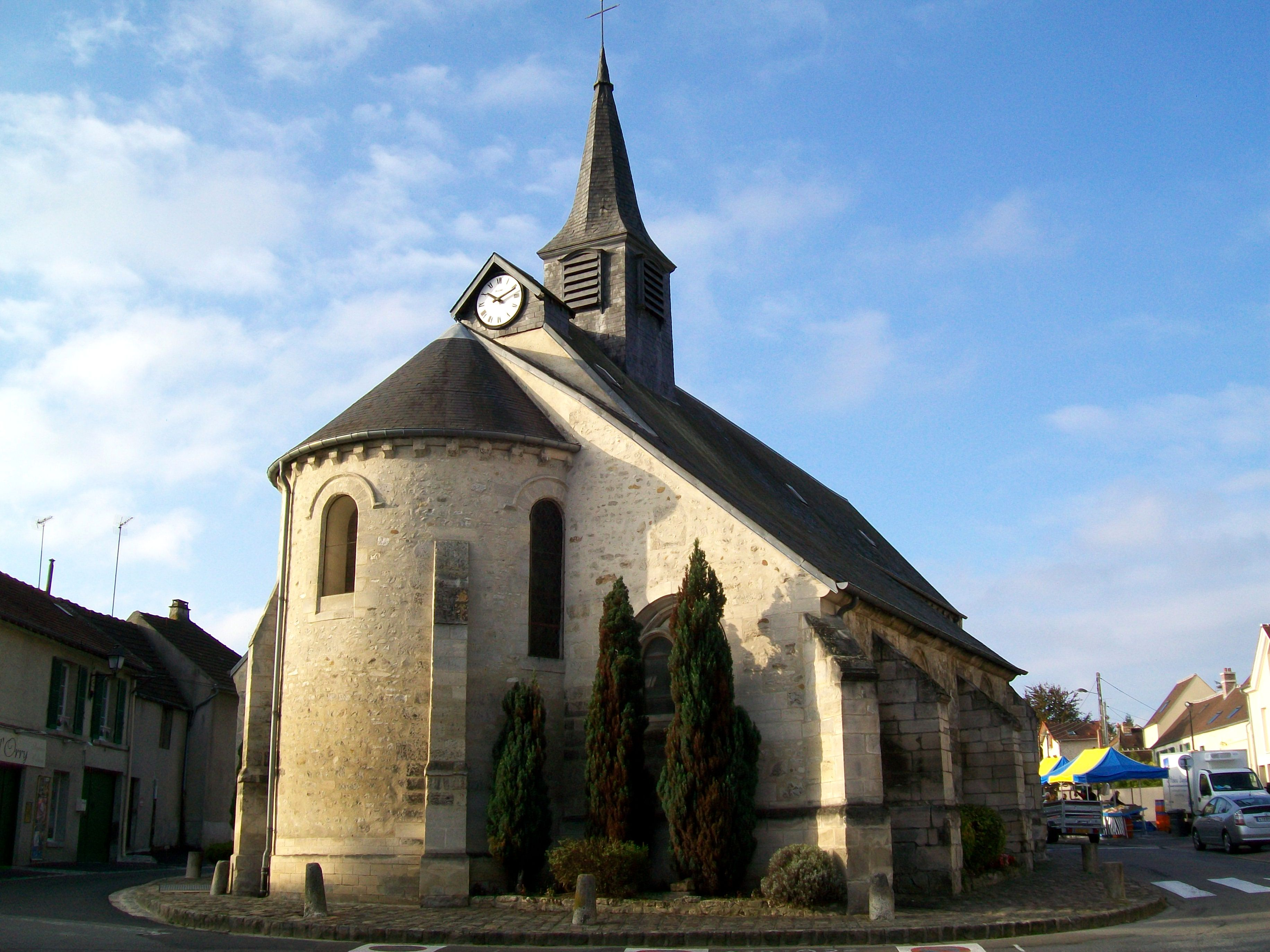
Церковь Нотр-Дам
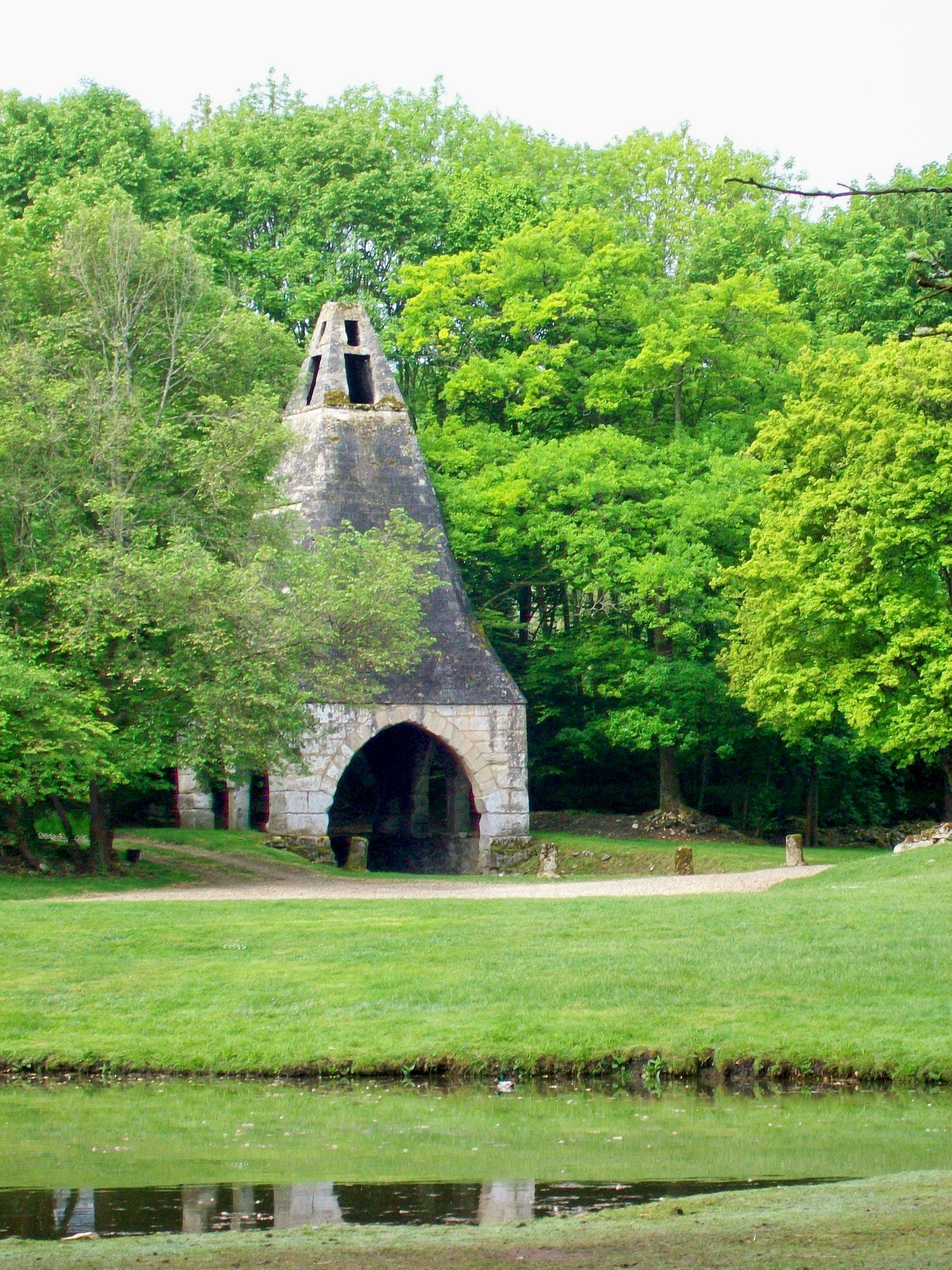
"Фонарь Коммель"
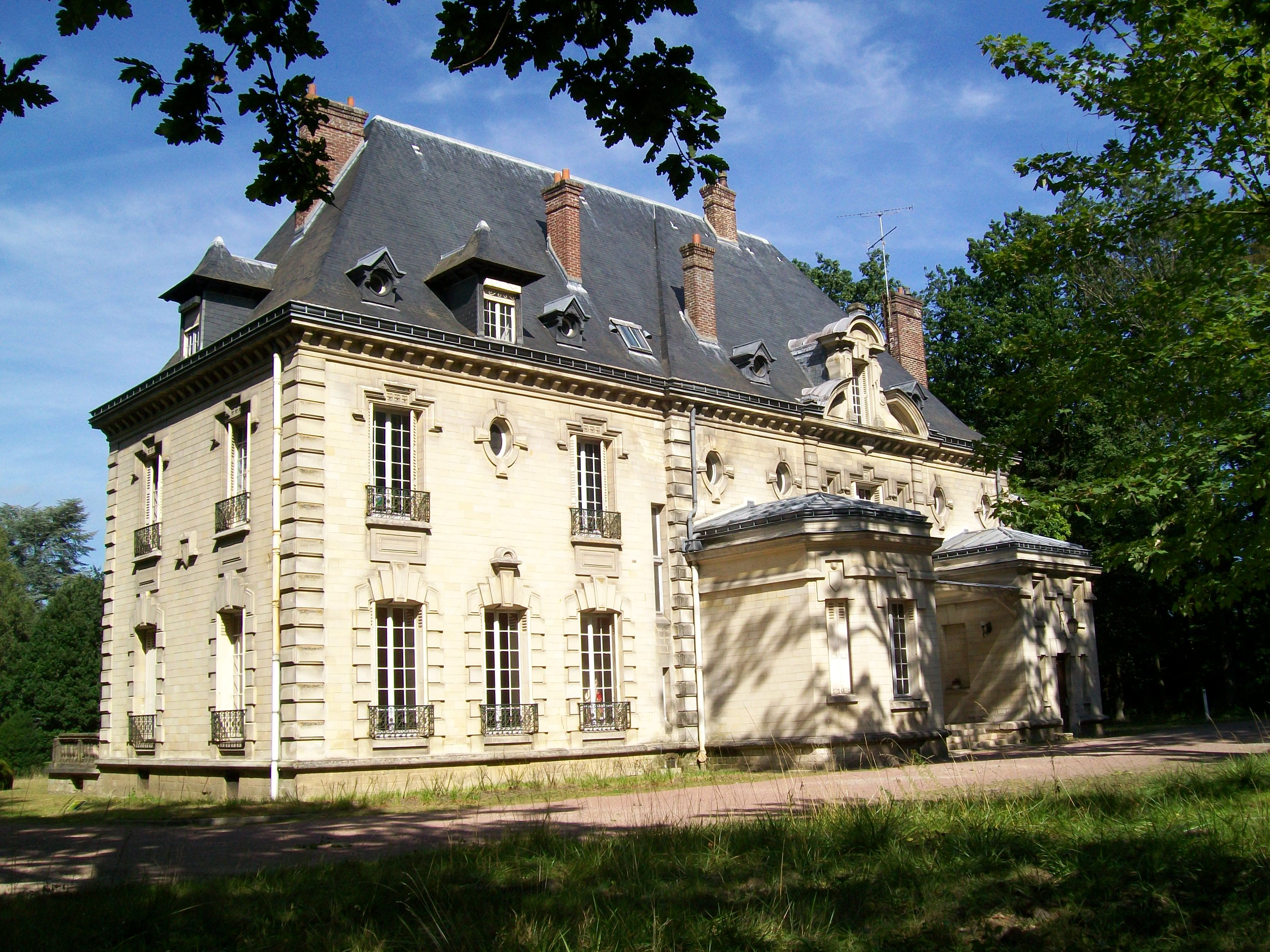
Шато Борн Бланш
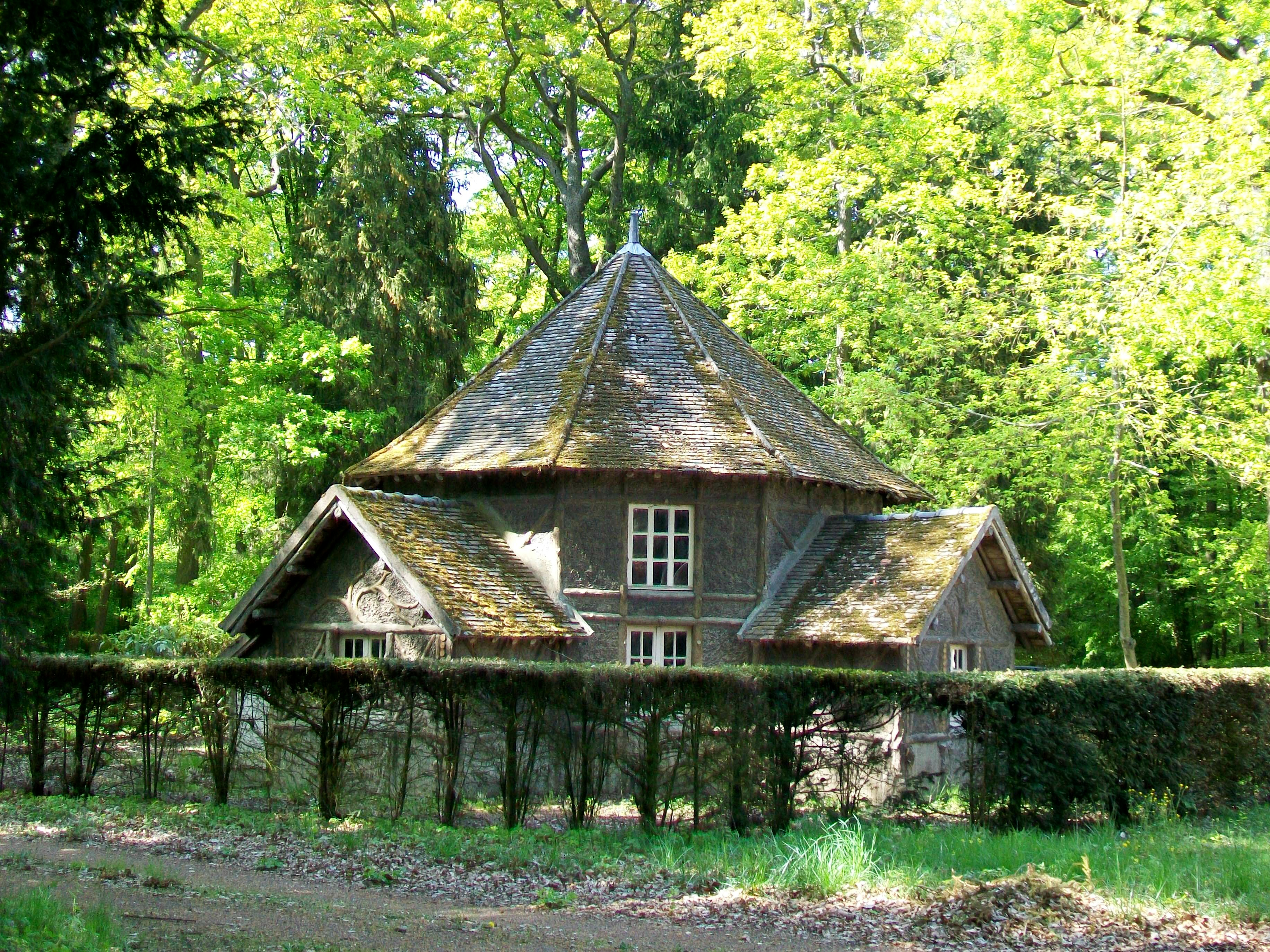
Павильон в парке шато Борн Бланш
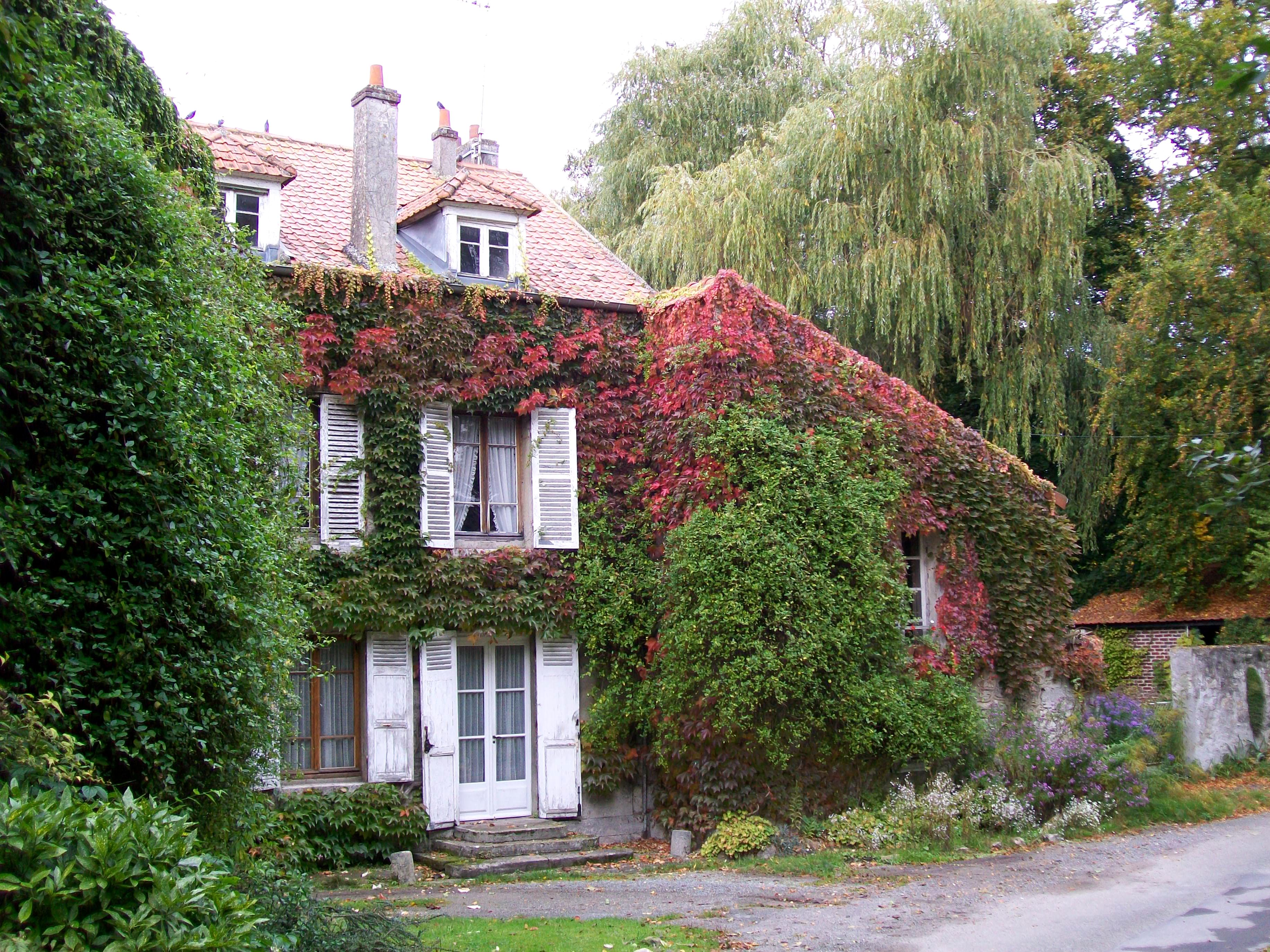
Дом у бывшей водяной мельницы
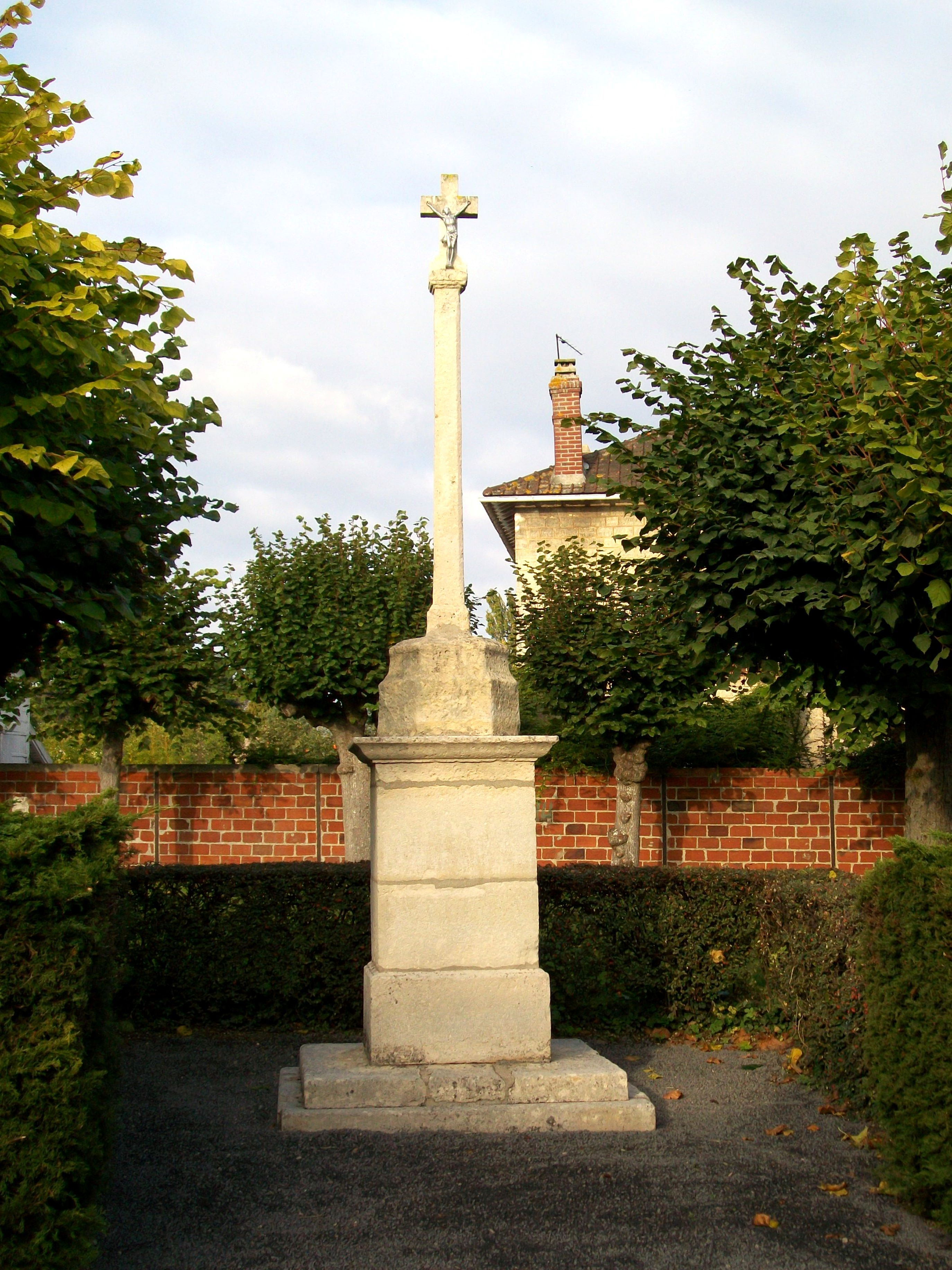
Кальвария
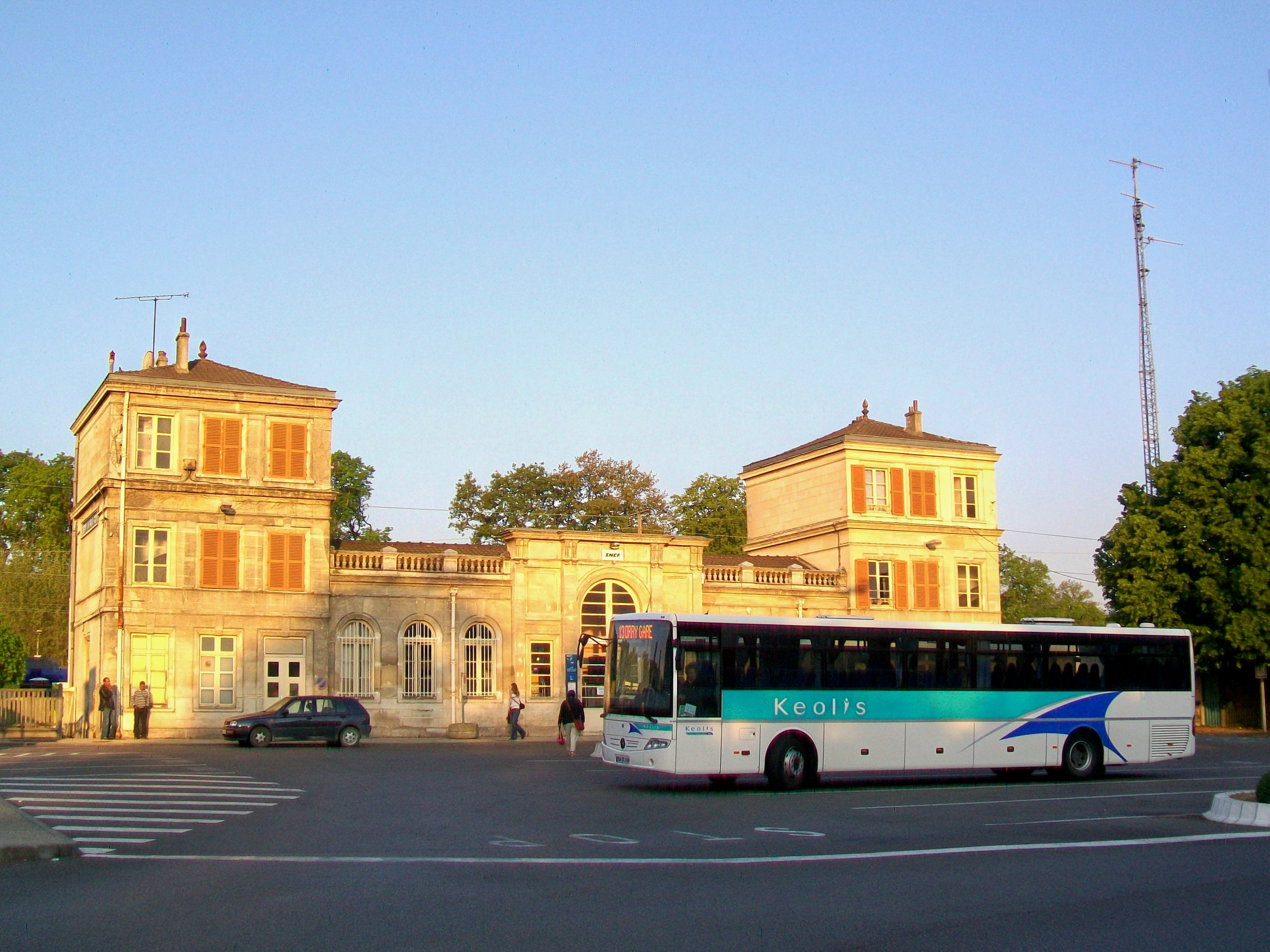
Железнодорожный вокзал